# Каролина Бонапарта
Марија Нунцијата Каролина Буонапарта (фр. Maria Annunziata Carolina Bonaparte; 25. март 1782, Ажаксио, Корзика — 18. мај 1839, Фиренца) је била најмлађа сестра Наполеона Бонапарте.
Са својом породицом преселила се у Француску 1793. године. Тамо се заљубила у Жоашена Мира, генерала свога брата, за кога се и удала 1800. године. Славољубива, амбициозна и жељна власти као и њен брат, била је војвоткиња од Клеве и 1808. краљица Напуља. Али, то није утолило њену глад. Рођење братовљевог сина Наполеона II уништило је њену наду да ће њен старији син Наполеон Акиле Мира (Napoleon Achille Murat) постати наследник. Тако се Каролина повезала са Наполеоновим непријатељом, Клеменсом фон Метернихом, који је након 100 дана владавине безуспешно покушао да спасе трон. Мира је био погубљен, а Каролина је побегла у Аустрију.
Деца:
- Наполеон Акиле Мира (Napoleon Achille Murat, 1801 — 1847), оженио 1826. Катерину Вилис (Catherine Willis)
- Летициа Жозеф Мира (Laetitia Joseph Murat, 1802 — 1859), удата 1823. за Марћезе Гуида Тадеа Пеполиа.
- Наполеон Лисијен Шарле Мира (Napoleon Lucien Charles Murat, 1803 — 1878), оженио 1831. Каролину Жоржин Фразер (Caroline Georgina Fraser) са којом је имао шесторо деце.
- Луиза Жили Мира (Louise Julie Murat, 1805 — 1889), удата за грофа Ђулија Распонија (Giulio Rasponi)